# Eric Wiebes
Eric Derk Wiebes (Delft, 12 maart 1963) is een Nederlands voormalig politicus namens de Volkspartij voor Vrijheid en Democratie (VVD). Hij was van 26 oktober 2017 tot en met 15 januari 2021 minister van Economische Zaken en Klimaat in het kabinet-Rutte III. Van 4 februari 2014 tot 26 oktober 2017 was hij staatssecretaris van Financiën in het kabinet-Rutte II. Daarvoor was hij van 19 mei 2010 tot 4 februari 2014 wethouder van Amsterdam. Eerder was hij onder meer werkzaam bij bedrijfskundige adviesbureaus en op het ministerie van Economische Zaken.

## Biografie
Wiebes is de zoon van een kernfysicus. Hij werd geboren in Delft, maar hij groeide op in Muiderberg. Hij studeerde werktuigbouwkunde aan de Technische Universiteit Delft en behaalde later een MBA bedrijfskunde. Na zijn studie was hij van 1987 tot 1989 werkzaam bij Shell. Daarna werkte hij als consultant bij McKinsey (1990-1992) en vervolgens bij OC&C Strategy Consultants (1993-2004), waar hij vanaf 1996 vennoot was. In 1983 werd hij lid van de VVD. Hij maakte in deze partij deel uit van de commissie Economische Zaken. Van 2004 tot 2010 was hij werkzaam op het ministerie van Economische Zaken, in de laatste drie jaar onder meer als plaatsvervangend secretaris-generaal.
Op 19 mei 2010 volgde hij Hans Gerson op als wethouder in Amsterdam. Wiebes hield zich als wethouder onder meer bezig met de Noord/Zuidlijn, de gemeentelijke ICT, het openbaar vervoer, de luchtkwaliteit en het parkeerbeleid in Amsterdam. Sinds 2013 maakte hij tevens deel uit van een adviescommissie die staatssecretaris Wilma Mansveld samenstelde naar aanleiding van de problemen rond de Fyra-treinen.

### Staatssecretaris
Op 4 februari 2014 werd Wiebes benoemd tot staatssecretaris van Financiën als opvolger van Frans Weekers.
In het najaar van 2016 raakte Wiebes in politieke problemen. Hij had de Tweede Kamer bewust niet geïnformeerd over de problemen en overschrijdingen bij de vertrekregeling voor werknemers bij de Belastingdienst. In maart 2016 was Wiebes hierover al geïnformeerd. Verder zweeg hij over het vroegpensioenkarakter van de regeling, iets dat hem hem in januari 2016 al werd gemeld. Verder werd tegen de procedures in geen advies gevraagd aan een speciale commissie die moest adviseren over de reorganisatie van de Belastingdienst.
Op 23 november 2020 werd Wiebes verhoord door de parlementaire ondervragingscommissie Kinderopvangtoeslag over de toeslagenaffaire. Als staatssecretaris van Financiën was hij hiervoor verantwoordelijk. Tegen de commissie zei hij vooral een onuitvoerbaar kinderopvangtoeslagstelsel te zien door nabetalingen en terugvorderingen.

### Minister
Van 26 oktober 2017 tot 15 januari 2021 was Wiebes in het kabinet-Rutte III minister van Economische Zaken en Klimaat. Als minister hield Wiebes zich onder meer bezig met de gaswinningsproblematiek in Groningen. Op 15 januari 2021 trad hij af vanwege zijn betrokkenheid als verantwoordelijk staatssecretaris en later minister in de toeslagenaffaire.

### Verdere carrière
In 2022 keerde hij na 30 jaar terug bij McKinsey als partner. Hij adviseert klanten op het gebied van de energietransitie.

## Persoonlijk
Wiebes heeft een relatie met Anita van den Ende, sinds 2024 secretaris-generaal van het ministerie van Volksgezondheid, Welzijn en Sport. Eerder woonde hij samen met Hester Bijl met wie hij twee kinderen kreeg.